# Amtsgericht Finsterwalde
Das Amtsgericht Finsterwalde war ein preußisches Amtsgericht mit Sitz in Finsterwalde, Provinz Brandenburg.

## Geschichte
Ab 1849 bestand das Kreisgericht Luckau mit einer Zweigstelle („Gerichtskommission“) in Finsterwalde. Übergeordnet war das Appellationsgericht Frankfurt a. d. Oder. Im Rahmen der Reichsjustizgesetze wurden diese Gerichte aufgehoben und reichsweit einheitlich Oberlandes-, Land- und Amtsgerichte gebildet. Das königlich preußische Amtsgericht Finsterwalde wurde mit Wirkung zum 1. Oktober 1879 als eines von zwölf Amtsgerichten im Bezirk des Landgerichtes Cottbus im Bezirk des Kammergerichtes gebildet. Der Sitz des Gerichtes war die Stadt Finsterwalde. Sein Gerichtsbezirk umfasste aus dem Landkreis Luckau die Stadtbezirke Finsterwalde und Sonnenwalde, die Amtsbezirke Göllnitz, Grünhaus, Massen, Nehesdorf und Sallgast sowie die Gemeindebezirke Groß-Bahren, Klein-Bahren, Breitenau, Dabern, Goßmar, Möllendorf, Pießig und Presehna und die Gutsbezirke Clementinenhof, Möllendorf, Presehna und Schloss Sonnenwalde. Am Gericht bestanden 1880 zwei Richterstellen. Das Amtsgericht war damit ein mittelgroßes Amtsgericht im Landgerichtsbezirk.
Im Jahre 1952 wurden in der DDR die Amtsgerichte abgeschafft und stattdessen Kreisgerichte gebildet. Finsterwalde kam zum Kreis Finsterwalde, zuständiges Gericht war damit das Kreisgericht Finsterwalde. Das Amtsgericht Finsterwalde wurde aufgehoben und auch nach dem Zusammenbruch der DDR nicht neu gebildet. Stattdessen entstand eine Zweigstelle Finsterwalde des Amtsgerichtes Bad Liebenwerda. Diese wurde mit Ablauf des 31. Dezember 2000 aufgehoben.

## Richterinnen und Richter
- Linda Ansorg